# Habsburg–Lotaringiai Mária Klementina főhercegnő
Habsburg–Lotaringiai Mária Klementina (ismert még mint Ausztriai Mária Klementina főhercegnő, teljes nevén Mária Klementina Franciska Jozefa, németül: Erzherzogin Maria Klementine von Österreich, olaszul: Arciduchessa Maria Clementina d'Asburgo-Lorena; Bécs, 1798. március 1. – Chantilly, 1881. szeptember 3.), a Habsburg–Lotaringiai-házból származó osztrák főhercegnő, II. Ferenc német-római császár és Bourbon–Szicíliai Mária Terézia hercegnő ötödik leánya, aki anyai nagybátyja, Lipót nápoly–szicíliai királyi herceg feleségeként Salerno hercegnéje.

## Élete

### Származása, testvérei
Hatodikként született 12 testvér között (akikből csak heten érték meg a felnőttkort, köztük kettőt súlyos testi-szellemi fogyatékosság sújtott, a Habsburg-családban szokásos rokoni házasságok következményeképpen).
Édesapja a Habsburg–Lotaringiai-házból való Ferenc József Károly osztrák főherceg volt (1768–1835), II. Lipót császár (1747–1792) legidősebb fia, József nádor bátyja, akit Mária Lujza születése után néhány hónappal II. Ferenc néven német-római császár, I. Ferenc néven magyar és cseh király lett (1804-től megalapította az Ausztriai-házat, és I. Ferenc néven osztrák császárrá koronázták).
Édesanyja Ferenc császár második felesége, a Bourbon-házból való Mária Terézia Karolina nápoly–szicíliai királyi hercegnő (1772–1807), német-római császárné volt, IV. Ferdinánd nápolyi király (1751–1825), később I. Ferdinánd néven nápoly–szicíliai király és Habsburg–Lotaringiai Mária Karolina Lujza főhercegnő leánya. 
1. Mária Ludovika főhercegnő (1791–1847), aki 1810-ben feleségül ment I. Napóleonhoz, és Mária Lujza néven francia császárné, majd 1817-től pármai hercegnő lett.
2. Ferdinánd főherceg (1793–1875), aki később – uralkodásra való alkalmatlansága ellenére – I. Ferdinánd néven osztrák császár, V. Ferdinánd néven magyar király lett és 1831-ben Savoyai Mária Anna szárd királyi hercegnőt vette feleségül.
3. Karolina Leopoldina főhercegnő (1794–1795), kisgyermekként meghalt.
4. Karolina Lujza főhercegnő (1795–1799), kisgyermekként meghalt.
5. Mária Leopoldina főhercegnő (1797–1826), aki 1817-ben feleségül ment I. Péter brazil császárhoz (1798–1834), VI. János portugál király fiához, aki 1826-tól IV. Péter néven portugál király lett.
6. Mária Klementina főhercegnő (1798–1881), salernói hercegné.
7. József Ferenc főherceg (1799–1807), gyermekkorban meghalt.
8. Karolina Ferdinanda főhercegnő (1801–1832), aki 1819-ben Frigyes Ágost szász koronaherceghez ment feleségül.
9. Ferenc Károly főherceg (1802–1878), aki 1824-ben Zsófia Friderika bajor királyi hercegnőt (1805–1872), I. Miksa bajor király leányát vette feleségül. Az ő legidősebb fiuk lett Ferenc József császár és király.
10. Mária Anna főhercegnő (1804–1858) súlyos szellemi fogyatékkal született.[1]
11. János Nepomuk főherceg (1805–1809), kisgyermekkorban meghalt.
12. Amália Terézia főhercegnő (*/† 1807), kisgyermekkorban meghalt.

Mária Klementina legtöbb testvére a Habsburg-beltenyészet áldozatául esett: Öten meghaltak csecsemő illetve kisgyermekkorban. Legidősebb bátyja, Ferdinánd főherceg, a későbbi császár és király vízfejűségben és epilepsziában szenvedett, egész életében szolgák és tanácsadók segítségére szorult. Húgára, az zavarodott elméjű Mária Anna főhercegnőre ápolónők viseltek gondot, haláláig szobájába zárva vegetált. Mária Ludovika főhercegnő és Ferenc Károly főherceg egyszerű lelkek voltak. Ketten tűntek ki közülük: Mária Klementina és legfiatalabb nővére, Mária Leopoldina főhercegnő, a későbbi brazil császárné. Mindketten kiemelkedően intelligens, minden iránt érdeklődő, mozgalmas szellemű személyiségek voltak, emellett átlagon felüli művészi adottságokkal is rendelkeztek.

## Házassága
Mária Klementina főhercegnő 1816. július 28-án a schönbrunni kastélyban feleségül ment anyai nagybátyjához, a Bourbon-házból való Lipót János József nápoly–szicíliai (egyben spanyol) királyi herceghez, Salerno hercegéhez (Leopoldo Giovanni Giuseppe di Borbone, Principe di Salerno, 1790–1851), I. Ferdinánd nápoly–szicíliai király és Mária Karolina osztrák főhercegnő legfiatalabb életben maradt fiához, édesanyjának, Mária Terézia Karolina császárnénak öccséhez. A dinasztikus házasságot Metternich kancellár ösztönözte. A házasságból 4 gyermek született, közülük hárman meghaltak röviddel születésük után – köztük az egyetlen fiú, Lajos (Luigi) herceg (*/† 1824) – és csak egyetlen leányuk érte meg a felnőttkort:
- Mária Karolina Auguszta hercegnő (1822–1869), aki 1844. november 25-én feleségül ment apai unokafivéréhez, az Orléans-házból származó Henri Eugène Philippe Louis d’Orléans tábornokhoz, Aumale hercegéhez (1822–1897), I. Lajos Fülöp francia király és Mária Amália Terézia nápoly–szicíliai királyi hercegnő fiához.

Lipót herceg hűtlen férj volt. Több közrendű nővel is viszonyt folytatott, köztük Fanny Elssler táncosnővel, Joseph Haydn zeneszerző szolgájának leányával is. Mária Klementina nagy önuralommal viselte megalázó helyzetét. Férjének halála (1851) után Franciaországba költözött leányának családjához, Henri d’Orléans herceg chantilly-i kastélyába. 1866-ban elveszítette idősebbik unokáját, Louis Philippe Marie Léopold d’Orléans-t (1845–1866), Condé hercegét. 1869-ben meghalt egyetlen leánya, Mária Karolina Auguszta hercegnő is.
Az özvegy hercegné továbbra is a chantilly-i kastélyban, a Maison de Nonette pavillonban élt, megözvegyült veje és egyetlen, árva unokája mellett. Itt élte meg az 1870–71-es porosz–francia háborút is, amelynek harcaiban Henri d’Orléans tábornok is részt vett. 1872-ben meghalt a fiatalabbik unoka, François Louis d’Orléans (1854–1872), Guise hercege is. Egyiküknek sem voltak utódai. A magára maradt Mária Klementina hercegné a chantilly-i kastélyban hunyt el 1881. szeptember 3-án, 83 éves korában. Veje az Orléans-i család tagjainak temetkezőhelyén, a dreux-i Szent Lajos Királyi Kápolnában (Chapelle royale Saint-Louis) temettette el.